# Отворено првенство Катара за мушкарце 2015.
Отворено првенство Катара за мушкарце 2015 (познат и под називом Qatar ExxonMobil Open 2015) је био тениски турнир који је припадао АТП 250 серији у сезони 2015. То је било двадесет и треће издање турнира који се одржао на тениском комплексу у Дохи у Катару од 5. јануара 2015. — 11. јануара 2015. на тврдој подлози.

## Поени и новчане награде

### Распоред поена
| Конкуренција | П   | Ф   | ПФ | ЧФ | 2К | 1К  | КВ  | КВ3 | КВ2 | КВ1 |
| Појединачна  | 250 | 150 | 90 | 45 | 20 | 0   | 12  | 6   | 0   | 0   |
| Парови       | 250 | 150 | 90 | 45 | 0  | Н/Д | Н/Д | Н/Д | Н/Д | Н/Д |

### Новчане награде
| Конкуренција | П        | Ф        | ПФ      | ЧФ      | 2К      | 1К      | КВ3    | КВ2  | КВ1 |
| Појединачна  | $195,000 | $102,675 | $55,610 | $31,690 | $18,670 | $11,060 | $1,880 | $900 | $0  |
| Парови       | $62,430  | $32,820  | $17,790 | $10,180 | $5,960  | Н/Д     | Н/Д    | Н/Д  | Н/Д |

* по тиму

## Носиоци
| Држава | Играч            | Позиција1 | Носилац |
| ------ | ---------------- | --------- | ------- |
| СРБ    | Новак Ђоковић    | 1         | 1       |
| ШПА    | Рафаел Надал     | 3         | 2       |
| ЧЕШ    | Томаш Бердих     | 7         | 3       |
| ШПА    | Давид Ферер      | 10        | 4       |
| НЕМ    | Филип Колшрајбер | 24        | 5       |
| ФРА    | Ришар Гаске      | 26        | 6       |
| ХРВ    | Иво Карловић     | 27        | 7       |
| АРГ    | Леонардо Мајер   | 28        | 8       |

### Други учесници
Следећи играчи су добили специјалну позивницу за учешће у појединачној конкуренцији:
- Џабор ел Мутава
- Малек Џазири
- Мохамед Сафват

Следећи играчи су ушли у главни жреб кроз квалификације:
- Николоз Басилашвили
- Михаел Берер
- Тимо де Бакер
- Блаж Кавчич

### Одустајања
Пре турнира
- Николас Алмагро → заменио га је  Иван Додиг
- Ернестс Гулбис → заменио га је  Жоао Соуза
- Доминик Тим (вирус) → заменио га је  Дастин Браун

### Носиоци у конкуренцији парова
| Држава | Играч                 | Држава | Играч              | Позиција1 | Носиоци |
| ------ | --------------------- | ------ | ------------------ | --------- | ------- |
| БРА    | Бруно Соарес          | АУТ    | Александер Пеја    | 20        | 1       |
| ПАК    | Ајсам-ул-Хак Куреши   | СРБ    | Ненад Зимоњић      | 37        | 2       |
| КОЛ    | Хуан Себастијан Кабал | КОЛ    | Роберт Фара Максуд | 45        | 3       |
| ХРВ    | Иван Додиг            | БЛР    | Макс Мирни         | 59        | 4       |

### Други учесници
Следећи парови су добили специјалну позивницу за учешће у конкуренцији парова:
- Џабор ел Мутава /  Малек Џазири
- Новак Ђоковић /  Филип Крајиновић

### Одустајања
- Александер Пеја (повреда леве ноге)

## Шампиони

### Појединачно
Давид Ферер је победио  Томаша Бердиха са 6:4, 7:5.
- Фереру је то била прва титула те сезоне и 22-га у каријери.

### Парови
Хуан Монако /  Рафаел Надал су победили  Џулијана Новлеа /  Филипа Освалда са 6:3, 6:4.
- Монаку је то била прва титуле те сезоне и трећа у каријери у конкуренцији парова.
- Надалу је то била прва титуле те сезоне и девета у каријери у конкуренцији парова.